# Cecilia Bolocco
Cecilia Carolina Bolocco Fonck (née le 19 mai 1965 à Santiago au Chili) est Miss Univers 1987, actrice, animatrice de télévision chilienne. Elle a été mariée à l'ex-président argentin Carlos Saúl Menem avec qui elle a eu un garçon, Máximo Menem. En outre, elle est la sœur de la journaliste et animatrice de télévision Diana Bolocco.

## Filmographie
| Programme                      | An        | Rôle          | Saison | Station        | Pays       |
| ------------------------------ | --------- | ------------- | ------ | -------------- | ---------- |
| Porque hoy es sábado           | 1988      | Coanimatrice  | 1      | TVN            | Chili      |
| Martes 13                      | 1989      | Coanimatrice  | 1      | Canal 13       | Chili      |
| CNN Noticias                   | 1990-1991 | Présentatrice | 1      | CNN en Español | États-Unis |
| Ocurrió así                    | 1992-1993 | Animatrice    | 1      | Telemundo      | États-Unis |
| La Buena Vida                  | 1992-1993 | Animatrice    | 1      | Telemundo      | États-Unis |
| Esta noche con Cecilia Bolocco | 1992-1993 | Animatrice    | 1      | Telemundo      | États-Unis |
| Morelia                        | 1994      |               | 1      | Televisa       | Mexique    |
| Viva el lunes                  | 1995-2001 | Coanimatrice  | 5      | Canal 13       | Chili      |
| Buenas Noches Cecilia Bolocco  | 1996      | Animatrice    | 1      | Canal 13       | Chili      |
| La noche de Cecilia            | 1999      | Animatrice    | 1      | Canal 13       | Chili      |
| Yo soy Betty, la fea           | 2001      |               | 1      | RCN            | Colombie   |
| Aquí se pasa Mundial           | 2002      | Coanimatrice  | 1      | Canal 13       | Chili      |
| La Noche de Cecilia            | 2005      | Animatrice    | 1      | MEGA           | Chili      |
| La Nanny                       | 2005      |               | 1      | MEGA           | Chili      |
| Fama (reality show)            | 2007      | Animatrice    | 1      | Canal 13       | Chili      |
| ¿Quién cambia a quién?         | 2007      | Animatrice    | 1      | Canal 13       | Chili      |
| Vértigo                        | 2015      | Animatrice    | 1      | Canal 13       | Chili      |

Elle obtient deux Emmy Awards de la meilleure présentatrice de télévision et de la meilleure production de télévision.